# Пороховая башня (Нижний Новгород)
Пороховая башня — круглая башня Нижегородского кремля. Расположена в нагорной части между Дмитриевской и Георгиевской башнями.

## Описание
Название башни говорит само за себя: в XVII веке в ней был устроен склад пороха и пушечных боеприпасов. В писцовой книге от 1621 года Пороховая башня записана как Спасская — прямо за башней находился собор Преображения Господня.
До реставрации 1952 года Пороховая башня считалась трёхъярусной, пока исследователи не обнаружили четвёртый подземный ярус. С обеих сторон к подземному помещению нижнего яруса примыкают прясла (стены), оборудованные бойницами. Интересно, что на потолках боевых камер к 1952 году наросли известковые сталактиты, словно в пещере. Нижние этажи Пороховой башни, лишённые фронтальных бойниц, приспособлены под капониры для ведения артиллерийского огня, фланкирующего подступы к соседним укреплениям. Верхний ярус имеет 11 боевых окошек. В 1621 году на Пороховой башне находились три малокалиберные пищали, стрелявшие ядрами массой по 0,3 кг.
В нижней части башни заметны следы многочисленных починок, проведенных в 1786 году и в XIX веке. В 1975 году, к 30-летию Победы, в крепостной стене между Пороховой и Дмитриевской башнями была установлена мемориальная плита в память о воинских частях, сформированных в городе Горьком и сражавшихся на фронте в годы Великой Отечественной войны.